# Tusz (farba)

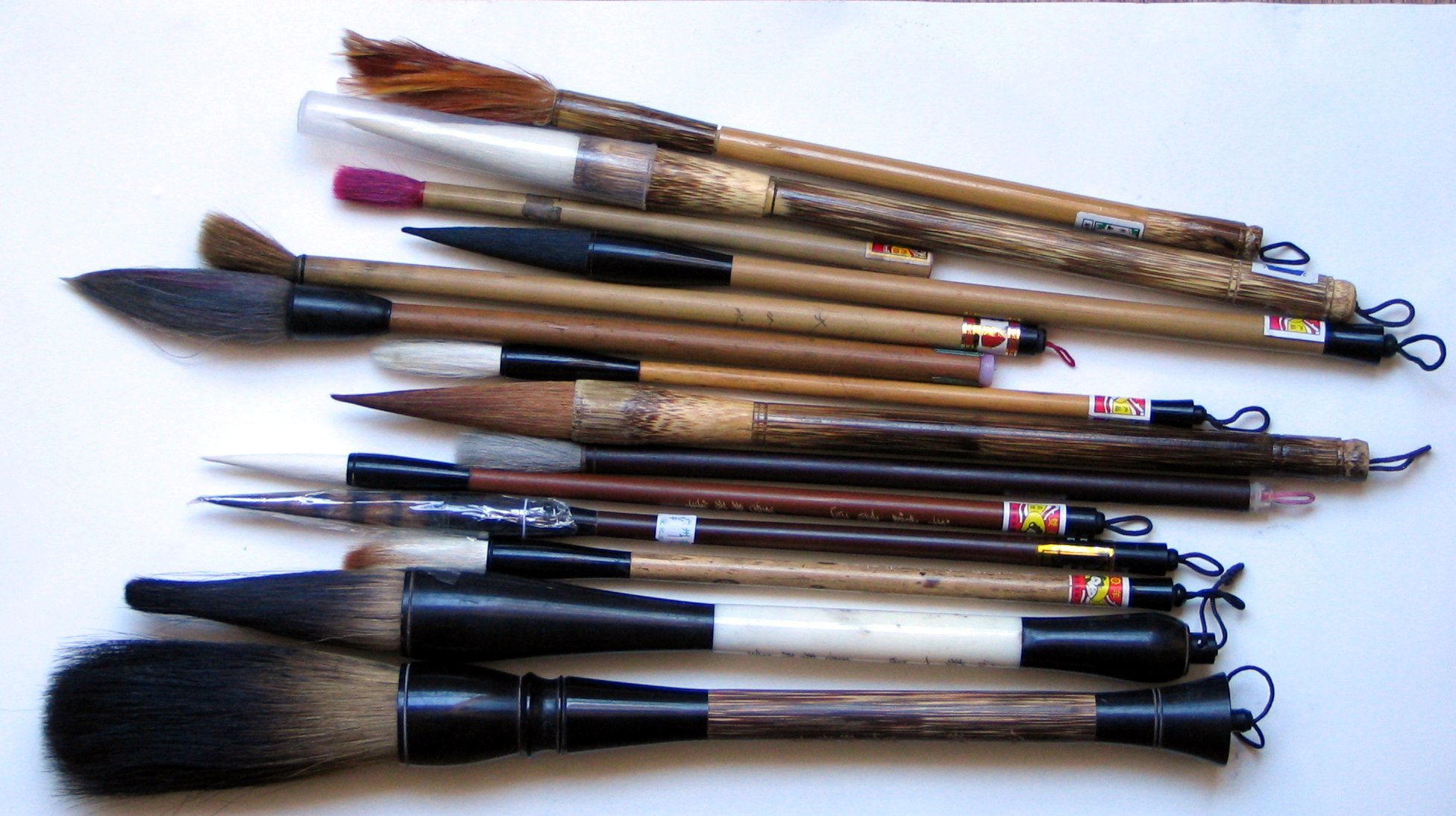
Chińskie pędzelki do tuszu

Tusz – środek barwiący (farba wodna pigmentowa), szybkoschnący, wodoodporny, najczęściej czarny. 
Wyrabiany z sadzy w postaci pałeczek, gałek lub w postaci cieczy. Służy do kreślenia lub rysowania piórkiem albo pędzelkiem. W starożytności tusz pojawił się w Egipcie i Chinach, w Europie znany od XVIII wieku.